# Saggi (Einaudi)
Saggi è una delle prime collane editoriali dell'Einaudi, sia in senso cronologico, essendo stata fondata nel 1937, sia per importanza per quanto riguarda la scelta dei titoli. La collana affronta temi di attualità politica secondo ottiche diverse tali da assicurarle grande diffusione. È composta da saggi di argomenti diversi, soprattutto di archeologia e antropologia di popoli antichi, storia dell'arte e, più in generale, estetica, fotografia, critica letteraria, scienza, musica e altri saggi tra storia e politica. Diversi suoi titoli sono stati poi ristampati in altre collane. È caratterizzata da un'impostazione grafica con il particolare colore arancione dei risvolti.
Tra gli autori più rappresentativi, Adolfo Omodeo, Augusto Monti, Carlo Levi, Cesare Brandi, Gillo Dorfles, Andrea Carandini, Leonard Woolley, Angelo Maria Ripellino, Luigi Magnani, Massimo Mila, Arnold Hauser, Bruno Zevi, C. W. Ceram, Chiara Frugoni, Claudio Magris, Cesare Cases, Danilo Dolci, E. H. Gombrich, Erwin Panofsky, Federico Zeri, Franco Moretti, Luigi Salvatorelli, Lionello e Franco Venturi, Ludovico Zorzi, Gian Carlo Roscioni, Gian Luigi Beccaria, Johan Huizinga, Manlio Brusatin, Rudolf Wittkower, Maurizio Bettini, Paolo Fossati, Peter Partner, Robert Jungk, Vance Packard e le raccolte antologiche di riviste letterarie italiane del XX secolo, tra le quali Valori plastici, Officina, L'Ordine Nuovo, La Voce, Lacerba, Leonardo, Hermes.
La sua identità è legata, all'inizio, alla storia culturale dell'Italia, tra antifascismo, resistenza, testimonianze della Shoah, quindi a temi di valorizzazione del patrimonio artistico e di progettualità dello spazio urbano, assumendo in seguito un taglio più internazionale, con testi relativi a problemi di percezione visiva, fisica e storia delle idee.

## Titoli

### 1937
- 1. Raimondo Craveri, Voltaire politico dell'Illuminismo
- 2. Paolo Treves, Biografia di un poeta. Maurice de Guérin
- 3. Zino Zini, I fratelli nemici. Dialoghi e miti moderni
- 4. Pier Silverio Leicht, Corporazioni romane e arti medievali
- 5. Johan Huizinga, La crisi della civiltà

### 1938
- 6. Ettore Ciccotti, Profilo di Augusto
- 7. Angelina La Piana, La cultura americana e l'Italia
- 8. Gertrude Stein, Autobiografia di Alice Toklas
- 9. Niccolò Tommaseo, Diario intimo
- 10. Rudyard Kipling, Qualcosa di me. Per i miei amici noti e ignoti
- 11. Gregorio Marañón, Amiel, o Della timidezza
- 12. Cesare De Lollis, Scrittori francesi dell'Ottocento

### 1939
- 13. Egmont Colerus, Piccola storia della matematica. Da Pitagora a Hilbert
- 14. Tommaso Parodi, Giosuè Carducci e la letteratura della nuova Italia
- 15. Luigi Salvatorelli, Pio XI e la sua eredità pontificale
- 16. Siro Attilio Nulli, I processi delle streghe
- 17. Pietro Pancrazi, Studi sul D'Annunzio
- 18. Niccolò Tommaseo, Cronichetta del Sessantasei
- 19. Augusto Rostagni, Classicità e spirito moderno
- 20. Bernard Faÿ, La massoneria e la rivoluzione intellettuale del secolo XVIII
- 21. Walter Pater, Mario l'epicureo
- 22. George Macaulay Trevelyan, La rivoluzione inglese del 1688-89

### 1940
- 23. Adolfo Omodeo, La leggenda di Carlo Alberto nella recente storiografia
- 24. Aldo Mautino, La formazione della filosofia politica di Benedetto Croce

### 1941
- 25. Frank Thiess, Tsushima. Il romanzo di una Guerra navale
- 26. Johan Huizinga, Erasmo
- 27. Futabatei Shimei, Mediocrità
- 28. Adolfo Omodeo, Vincenzo Gioberti e la sua evoluzione politica
- 29. Giacomo Savarese, Tra rivoluzioni e reazioni. Ricordi su Giuseppe Zurlo (1759-1828)
- 30. Sven Hedin, Il lago errante

### 1942
- 31. Ernest Richard Hughes, La Cina e il mondo occidentale
- 32. Carlo Cattaneo, Considerazioni sulle cose d'Italia nel 1848; poi L'insurrection de Milan e le Considerazioni sul 1848
- 33. Carlo Pisacane, Saggio sulla Rivoluzione
- 34. Jeanne Hersch, L'illusione della filosofia
- 35. Will Winker, Fugger il ricco
- 36. Claire Elisabeth Jeanne Gravier de Vergennes, comtesse de Rémusat, Memorie
- 37. Paolo Serini, Pascal
- 38. Carl Gustav Jung, Il problema dell'inconscio nella psicologia moderna
- 39. Luigi Bandini, Uomo e valore
- 40. Mario Praz, La carne, la morte e il diavolo nella letteratura romantica
- 41. Cesare de Laugier, Concisi ricordi di un soldato napoleonico
- 42. Piero Martinetti, Ragione e fede. Saggi religiosi

### 1943
- 43. Lev Tolstoj, Carteggio confidenziale con Aleksandra Andréjevna Tolstàja
- 44. Luigi Salvatorelli, Pensiero e azione del Risorgimento
- 45. Fëdor Dostoevskij, Diario di uno scrittore (1873)

### 1944
- 46. Bernhard Bavink, La scienza naturale sulla via della religione
- 47. Charles-Louis de Montesquieu, Riflessioni e pensieri inediti (1716-1755)
- 48. Clemens von Metternich, Memorie

### 1945
- 49. Emilio Lussu, Marcia su Roma e dintorni
- 50. Giacomo Perticone, Due tempi. Note e ricordi di un contemporaneo
- 51. Werner Heisenberg, Mutamenti nelle basi della scienza
- 52. Nikolaj Aleksandrovič Berdjaev, La concezione di Dostojevskij
- 53. Herbert Werner Rüssel, Profilo d'un umanesimo cristiano
- 54. Bruno Zevi, Verso un'architettura organica. Saggio sullo sviluppo del pensiero architettonico negli ultimi cinquant'anni
- 55. Carlo Levi, Cristo si è fermato a Eboli
- 56. Alexander Werth, Leningrado
- 57. Felice Balbo, L'uomo senza miti
- 58. Cesare Pavese, Dialoghi con Leucò
- 59. Emilio Lussu, Un anno sull'Altipiano
- 60. Julien Benda, La democrazia alla prova
- 61. Mario Praz, Motivi e figure
- 62. Bernhard Paumgartner, Mozart
- 63. Augusto Monti, Realtà del Partito d'azione
- 64. Carlo Sforza, Panorama europeo. Apparenze politiche e realtà psicologiche
- 69. Walter Lippmann, La giusta società
- 73. Luigi Sturzo, L'Italia e l'ordine internazionale
- 74. Thomas Babington Macaulay, La conquista dell'India

### 1946
- 65. Harold Joseph Laski, Fede, ragione e civiltà. Saggio di analisi storica
- 66. Mario Soldati, America primo amore
- 67. Norman Cousins, L'uomo moderno è antico
- 68. Lucio Lombardo Radice, Fascismo e anticomunismo. Appunti e ricordi 1925-1945
- 70. Paul Hazard, La crisi della coscienza europea
- 71. Filippo Buonarroti, Congiura per l'eguaglianza, o Di Babeuf
- 72. Carlo Levi, Paura della libertà
- 75. Wilhelm Röpke, La crisi sociale del nostro tempo
- 76. Emilio Sereni, Il capitalismo delle campagne (1860-1900)
- 77. Samuel Bernstein, Filippo Buonarroti
- 78. Johann Wolfgang Goethe-Friedrich Schiller, Carteggio
- 79. Robert Gilbert Vansittart, Insegnamenti della mia vita
- 80. Adolfo Omodeo, Aspetti del cattolicesimo della Restaurazione
- 81. Felice Balbo, Il laboratorio dell'uomo
- 82. Matthew Arnold, Cultura e anarchia
- 83. Johan Huizinga, Homo ludens

### 1947
- 84. Kurt Hildebrandt, Platone. La lotta dello spirito per la potenza
- 85. Il'ja Arnol'dovič Il'f e Evgenij Petrovič Petrov, Il paese di Dio
- 86. Sherwood Anderson, Storia di me e dei miei racconti
- 87. Aldo Garosci, Storia della Francia moderna (1870-1946)
- 88. Ernest Hemingway, Morte nel pomeriggio
- 89. Otto Maenchen-Helfen e Boris Ivanovič Nicolajevski, Karl Marx
- 90. Barbara Wootton, Libertà e pianificazione
- 91. Giovita Scalvini, Foscolo Manzoni Goethe. Saggi editi e inediti
- 92. Pierre Lecomte du Noüy, L'avvenire dello spirito

### 1948
- 93. Ruggero Zangrandi, Il lungo viaggio. Contributo alla storia di una generazione
- 94. Gustav Andreas Wetter, Il materialismo dialettico sovietico
- 95. Leone Ginzburg, Scrittori russi
- 96. Bruno Zevi, Saper vedere l'architettura. Saggio sull'interpretazione spaziale dell'architettura
- 97. Peter Viereck, Dai romantici a Hitler
- 98. Franco Venturi, Jean Jaurès e altri storici della Rivoluzione francese
- 99. Max Weber, Il lavoro intellettuale come professione
- 100. Karl Marx e Friedrich Engels, Manifesto del Partito Comunista
- 101. Igor Markevitch, Made in Italy
- 102. Silvio Guarnieri, Carattere degli italiani
- 103. Marcel Raymond, Da Baudelaire al surrealismo
- 104. Iosif Stalin, Il marxismo e la questione nazionale e coloniale
- 105. Emmanuel Mounier, Che cos'e il personalismo?
- 106. Thorstein Veblen, La teoria della classe agiata. Studio economico sulle istituzioni
- 107. Aleksandr Ivanovič Herzen, Passato e pensieri
- 108. Henri Lefebvre, Il materialismo dialettico

### 1949
- 109. Christopher Caudwell, La fine di una cultura
- 110. Patrick Maynard Stuart Blackett, Conseguenze politiche e militari dell'energia atomica
- 111. Luigi Russo, De vera religione. Noterelle e schermaglie 1943-1948
- 112. Silvio Spaventa, La giustizia nell'amministrazione
- 113. Massimo d'Azeglio, I miei ricordi
- 114. Georges Lefebvre, L'Ottantanove
- 115. Filippo Turati e Anna Kuliscioff, Carteggio, vol. 1. Maggio 1898 - giugno 1899
- 116. Sergej Michajlovič Ėjzenštejn, Bleiman, Kosinzev, Intkevič, La figura e l'arte di Charlie Chaplin
- 117. Marcello Soleri, Memorie
- 118. Georges Friedmann, Problemi umani del macchinismo industriale
- 119. George Thomson, Eschilo e Atene

### 1950
- 120. Christopher Caudwell, Illusione e realtà. Saggio sulle origini della poesia
- 121. Massimo Mila, L'esperienza musicale e l'estetica
- 122. Bertrand Russell, Storia delle idee del secolo XIX
- 123. Giaime Pintor, Il sangue d'Europa (1939-1943)
- 124. Hector Berlioz, L'Europa musicale da Gluck a Wagner
- 125. Hugh J. Schonfield, Il Giudeo di Tarso. Ritratto eterodosso di Paolo
- 126. Carlo Levi, L'Orologio
- 127. György Lukács, Saggi sul realismo
- 128. Sergej Michajlovič Ėjzenštejn, Tecnica del cinema
- 129. Étienne Gilson, Eloisa e Abelardo
- 130. Enrico Falqui, Prosatori e narratori del Novecento italiano
- 131. Aldo Capitini, Nuova socialità e riforma religiosa
- 132. Piero Gobetti, La rivoluzione liberale. Saggio sulla lotta politica in Italia
- 133. Giuseppe Squarciapino, Roma bizantina. Società e letteratura ai tempi di Angelo Sommaruga
- 134. Arrigo Cajumi, Pensieri di un libertino
- 135. Erich Eyck, Bismarck
- 136. Bruno Zevi, Storia dell'architettura moderna dalle origini al 1950
- 137. Marc Bloch, Apologia della storia
- 138. André Gide, Viaggio al Congo e Ritorno dal Ciad

### 1951
- 139. Piero Gobetti, Coscienza liberale e classe operaia
- 140. Gaston Baty e René Chavance, Breve storia del teatro
- 141. Barrows Dunham, Miti e pregiudizi del nostro tempo
- 142. Ernest Hemingway, Torrenti di primavera. Storia romantica in onore di una grande razza al tramonto
- 143. John Maynard Keynes, Politici ed economisti
- 144. Guido Aristarco, Storia delle teoriche del film
- 145. Beniamino Dal Fabbro, Crepuscolo del pianoforte
- 146. Bruno Snell, La cultura greca e le origini del pensiero europeo
- 147. Georges Sadoul, Storia del cinema
- 148. Cesare Pavese, La letteratura americana e altri saggi

### 1952
- 149. Benjamin Farrington, Francesco Bacone filosofo dell'età industriale
- 150. Lettere di condannati a morte della Resistenza italiana (8 settembre 1943 - 25 aprile 1945)
- 151. Carlo Ludovico Ragghianti, Cinema arte figurativa
- 152. Antoine-Louis-Léon de Saint-Just, Frammenti sulle Istituzioni repubblicane seguito da testi inediti
- 153. Giovanni Giolitti, Discorsi extraparlamentari
- 154. Giorgio Graziosi, L'interpretazione musicale
- 155. Arnold Marshall Rose, I negri in America
- 156. Lewis Jacobs, L'avventurosa storia del cinema americano
- 157. Cesare Pavese, Il mestiere di vivere (Diario 1935-1950)
- 158. Étienne-Gabriel Morelly, Codice della natura
- 159. Béla Balázs, Il film. Evoluzione ed essenza di un'arte nuova
- 160. Aneurin Bevan, Il socialismo e la crisi internazionale
- 161. C. W. Ceram, Civiltà sepolte. Il romanzo dell'archeologia

### 1953
- 162. Estes Kefauver, Il gangsterismo in America
- 163. John Middleton Murry, Shakespeare
- 164. Antonina Vallentin, Il romanzo di Goya
- 165. Roberto Battaglia, Storia della resistenza italiana (8 settembre 1943 - 25 aprile 1945)
- 166. Ivanoe Bonomi, La politica italiana dopo Vittorio Veneto
- 167. Filippo Turati e Anna Kuliscioff, Carteggio, vol. 5. Dopoguerra e fascismo, 1919-22
- 168. Lettere dei Macchiaioli
- 169. György Lukács, Il marxismo e la critica letteraria
- 170. Raffaele Ciampini, Gian Pietro Vieusseux. I suoi viaggi, i suoi giornali, i suoi amici
- 171. Ludovico Geymonat, Saggi di filosofia neorazionalistica
- 172. Dina Bertoni Jovine, Storia della scuola popolare in Italia
- 173. Luigi Rognoni, Espressionismo e dodecafonia
- 174. James Boswell, Diario londinese (1762-1763)
- 175. Anna Frank, Il diario
- 176. Robert Jungk, Il futuro è già cominciato
- 177. F. O. Matthiessen, Rinascimento americano. Arte ed espressione nell'età di Emerson e Whitman

### 1954
- 178. Lettera di condannati a morte della Resistenza europea
- 179. Eugène Delacroix, Diario (1804-1863)
- 180. Dante Livio Bianco, Guerra partigiana
- 181. Franco Venturi, Saggi sull'Europa illuminista. vol 1. Alberto Radicati di Passerano
- 182. Isacco ed Ernesto Artom, Iniziative neutralistiche della diplomazia italiana nel 1870 e nel 1915
- 183. Theodor Wiesengrund Adorno, Minima moralia
- 184. Roberto Cessi, Martin Lutero
- 185. Francis Henry Taylor, Artisti, principi e mercanti. Storia del collezionismo da Ramsete a Napoleone
- 186. Luigi Preti, Le lotte agrarie nella valle padana

### 1955
- 187. Léon Poliakov, Il nazismo e lo sterminio degli Ebrei
- 188. Max Julius Friedländer, Il conoscitore d'arte
- 189. Siro Attilio Nulli, Erasmo e il Rinascimento
- 190. Hans Mayer, Thomas Mann
- 191. Alessandro Passerin d'Entrèves, Dante politico e altri saggi
- 192. Norberto Bobbio, Politica e cultura
- 193. Roman Vlad, Modernità e tradizione nella musica contemporanea
- 194. Mario Untersteiner, Le origini della tragedia e del tragico. Dalla preistoria a Eschilo
- 195. Tommaso Fiore, Il cafone all'inferno
- 196. Carlo Levi, Le parole sono pietre. Tre giornate in Sicilia
- 197. C. W. Ceram, Il libro delle rupi. Alla scoperta dell'impero degli Ittiti

### 1956
- 198. György Lukács, Breve storia della letteratura tedesca. Dal Settecento ad oggi
- 199. Erich Auerbach, Mimesis. Il realismo nella letteratura occidentale
- 200. Tibor Mende, Conversazioni con Nehru
- 201. Franco Fortini, Asia Maggiore. Viaggio in Cina
- 202. Ada Gobetti, Diario partigiano
- 203. Angelos Angelopoulos, L'atomo unirà il mondo? Aspetti economici, sociali e politici dell'era atomica
- 204. Franco Venturi, Il moto decabrista e i fratelli Poggio
- 205. Cristoforo Moscioni Negri, I lunghi fucili. Ricordi della guerra di Russia
- 206. Carlo Falconi, La Chiesa e le organizzazioni cattoliche in Italia (1945-1955)
- 207. Carlo Levi, Il futuro ha un cuore antico. Viaggio nell'Unione Sovietica
- 208. Giovanni Ferretti, Scuola e democrazia
- 209. Carlo Casalegno, La regina Margherita
- 210. Friedrich Pollock, Automazione. Dati per la valutazione delle conseguenze economiche e sociali
- 211. Pasquale Jannaccone, Scritti e discorsi opportuni e importuni (1947-1955)
- 212. Adolfo Venturi, Epoche e maestri dell'arte italiana
- 213. Morus (Richard Lewinsohn), Gli animali nella storia della civiltà
- 214. Roberto Guiducci, Socialismo e verità. Pamphlets di politica e cultura

### 1957
- 215. Cesare Brandi, Elicona III-IV. Arcadio o della scultura. Eliante o dell'architettura
- 216. No al fascismo, a cura di Ernesto Rossi
- 217. Felice Del Vecchio, La chiesa di Canneto
- 218. François Fejtő, Ungheria 1945-1957
- 219. Pierre Francastel, Lo spazio figurativo dal Rinascimento al Cubismo
- 220. Leonard Woolley, Il mestiere dell'archeologo
- 221. Danilo Dolci, Inchiesta a Palermo
- 222. Guido Calogero, Scuola sotto inchiesta. Saggi e polemiche sulla scuola italiana
- 223. Cesare Brandi, Elicona II. Celso o della poesia
- 224. Manlio Dazzi, Carlo Goldoni e la sua poetica sociale
- 225. Armando Gavagnin, Vent'anni di resistenza al Fascismo. Ricordi e testimonianze
- 226. Egon Corti, Ercolano e Pompei. Morte e rinascita di due città
- 227. Pietro Secchia e Cino Moscatelli, Il Monte Rosa e sceso a Milano. La resistenza nel biellese nella Valsesia e in Valdossola
- 228. Ultime lettere da Stalingrado
- 229. Edmund Wilson, I manoscritti del Mar Morto

### 1958
- 230. Robert Jungk, Gli apprendisti stregoni
- 231. Roman Vlad, Strawinsky
- 232. Primo Levi, Se questo è un uomo
- 233. Alberto Nirenstajn, Ricorda cosa ti ha fatto Amalek
- 234. Marcus Cunliffe, Storia della letteratura americana
- 235. Vance Packard, I persuasori occulti
- 236. Alexander Werth, Storia della Quarta Repubblica
- 237. Marcel Proust, Giornate di lettura. Scritti critici e letterari
- 238. Mario Tobino, Passione per l'Italia
- 239. William H. Prescott, La conquista del Messico
- 240. Ernesto N. Rogers, Esperienza dell'architettura
- 241. Leonard Woolley, Ur dei Caldei
- 242. Eugenio Levi, Il comico di carattere da Teofrasto a Pirandello
- 243. Gillo Dorfles, Il divenire delle arti
- 244. Leo Spitzer, Marcel Proust e altri saggi di letteratura francese moderna
- 245. Theodor Wiesengrund Adorno, Filosofia della musica moderna

### 1959
- 246. Filippo Turati e Anna Kuliscioff, Carteggio, vol. 6. Il delitto Matteotti e l'Aventino (1923-25)
- 247. J. Josef Lador Lederer, Capitalismo mondiale e cartelli tedeschi tra le due guerre
- 248. Angelo Maria Ripellino, Majakovskij e il teatro russo d'avanguardia
- 249. Arturo Carlo Jemolo, Società civile e società religiosa (1955-1958)
- 250. Carlo Levi, La doppia notte dei tigli
- 251. Ambroise Vollard, Quadri in vetrina
- 252. Gaetano Salvemini, Italia scombinata
- 253. Mario Einaudi, La rivoluzione di Roosevelt, 1932-1952
- 254. Aldo Garosci, Gli intellettuali e la guerra di Spagna
- 255. Alois Riegl, Arte tardoromana
- 256. Jean Rostand, L'uomo artificiale
- 257. Carl Gustav Jung, La simbolica dello spirito. Studi sulla fenomenologia psichica con un contributo di Riwkah Schärf
- 258. Massimo Mila, Cronache musicali 1955-1959
- 259. John Chadwick, Lineare B. L'enigma della scrittura micenea
- 260. Frederick Antal, La pittura fiorentina e il suo ambiente sociale nel Trecento e nel primo Quattrocento
- 261. William Hollingsworth Whyte, L'uomo dell'organizzazione

### 1960
- 262. La cultura italiana del '900 attraverso le riviste, vol. 1: «Leonardo», «Hermes», «Il Regno»
- 263. Erwin Piscator, Il teatro politico
- 264. Eugenio Battisti, Rinascimento e Barocco
- 265. Walter Binni, Carducci e altri saggi
- 266. La cultura italiana del '900 attraverso le riviste, vol. 3: «La Voce» (1908-1914)
- 267. Luigi Salvatorelli, Leggenda e realtà di Napoleone
- 268. Rudolf Höss, Comandante ad Auschwitz. Memoriale autobiografico
- 269. Ladislao Mittner, La letteratura tedesca del Novecento e altri saggi
- 270. Danilo Dolci, Spreco. Documenti e inchieste su alcuni aspetti dello spreco nella Sicilia occidentale
- 271. Alberto Caracciolo, Stato e società civile. Problemi dell'unificazione italiana
- 272. Robert Jungk, Hiroshima, il giorno dopo
- 273. Renato Birolli, Taccuini (1936-1959)
- 274. Corrado Maltese, Storia dell'arte in Italia 1785-1943
- 275. Adolfo Omodeo, Libertà e storia. Scritti e discorsi politici
- 276. Hans Heinz Stuckenschmidt, La musica moderna. Da Debussy agli anni Cinquanta
- 277. Massimo L. Salvadori, Il mito del buongoverno. La questione meridionale da Cavour a Gramsci
- 278. Theodor H. Gaster, Le più antiche storie del mondo
- 279. Dawid Rubinowicz, Il diario
- 280. Geoffrey Bibby, Le navi dei Vichinghi e altre avventure archeologiche nell'Europa preistorica
- 281. Ferdinando Salamon, Il conoscitore di stampe

### 1961
- 282. Antonina Vallentin, Storia di Picasso
- 283. La cultura italiana del '900 attraverso le riviste, vol. 4: «Lacerba», «La Voce» (1914-1916)
- 284. Federico Zeri, Due dipinti, la filologia e un nome. Il Maestro delle Tavole Barberini
- 285. Ingmar Bergman, Quattro film: Sorrisi di una notte d'estate, Il settimo sigillo, Il posto delle fragole, Il volto
- 286. Ivor Armstrong Richards, I fondamenti della critica letteraria
- 287. Raffaello Giolli, La disfatta dell'Ottocento
- 288. Ippolito Nievo, Lettere garibaldine
- 289. Julius von Schlosser, L'arte del Medioevo
- 290. Günther Anders, Essere o non essere. Diario di Hiroshima e Nagasaki
- 291. Luigi Salvatorelli, Unità d'Italia. Saggi storici
- 292. Lanfranco Caretti, Ariosto e Tasso
- 293. Vance Packard, I cacciatori di prestigio
- 294. Patrick Maynard Stuart Blackett, Le armi atomiche e i rapporti fra Est e Ovest
- 295. Trent'anni di storia italiana (1915-1945). Dall'antifascismo alla Resistenza
- 296. Alfredo Parente, Castità della musica

### 1962
- 297. Nikolaj Lebedev, Il cinema muto sovietico
- 298. Lev Trotskij, Scritti 1929-1936
- 299. Cesare Brandi, Elicona I. Carmine o della pittura
- 300. Giuseppe Gioachino Belli, Lettere Giornali Zibaldone
- 301. Nuto Revelli, La guerra dei poveri
- 302. Alfredo Todisco, Viaggio in India
- 303. Gillo Dorfles, Simbolo, comunicazione, consumo
- 304. Danilo Dolci, Conversazioni
- 305. Harold Acton, Gli ultimi Medici
- 306. La cultura italiana del '900 attraverso le riviste, vol. 5: «L'Unità», «La Voce politica» (1915)
- 307. Racconti di bambini d'Algeria. Testimonianze e disegni di bambini profughi in Tunisia, Libia e Marocco
- 308. Lionel Trilling, La letteratura e le idee
- 309. Walter Benjamin, Angelus novus. Saggi e frammenti
- 310. Erwin Panofsky, Il significato delle arti visive
- 311. Péter Szondi, Teoria del dramma moderno
- 312. Giorgio Fano, Saggio sulle origini del linguaggio. Con una storia critica delle dottrine glottogoniche
- 313. Heinrich Schliemann, La scoperta di Troia
- 314. Bertolt Brecht, Scritti teatrali
- 315. Natalia Ginzburg, Le piccole virtù
- 316. William Gaunt, L'avventura estetica. Saggio sul decadentismo nell'età vittoriana
- 317. Enrico Castelnuovo, Un pittore italiano alla corte di Avignone. Matteo Giovannetti e la pittura in Provenza nel secolo XIV

### 1963
- 318. Attilio Milano, Storia degli ebrei in Italia
- 319. John Golding, Storia del cubismo (1907-1914)
- 320. Lettere dalla Rivoluzione algerina
- 321. Pier Antonio Quarantotti Gambini, Sotto il cielo di Russia
- 322. Fred K. Prieberg, Musica ex machina
- 323. Mortimer Wheeler, La civiltà romana oltre i confini dell'Impero
- 324. La cultura italiana del '900 attraverso le riviste, vol. 6: «L'Ordine nuovo» (1919-1920)
- 325. Giorgio Melchiori, I funamboli. Il manierismo nella letteratura inglese contemporanea
- 326. Claudio Magris, Il mito absburgico. Umanità e stile del mondo austroungarico nella letteratura austriaca moderna
- 327. Michele Ranchetti, Cultura e riforma religiosa nella storia del modernismo
- 328. Konstantin Sergeevič Stanislavskij, La mia vita nell'arte
- 329. Cesare Cases, Saggi e note di letteratura tedesca
- 330. Rosario Romeo, Dal Piemonte sabaudo all'Italia liberale
- 331. Frank Lloyd Wright, Testamento
- 332. Antonio La Penna, Orazio e l'ideologia del principato
- 333. Benvenuto Terracini, Lingua libera e libertà linguistica. Introduzione alla linguistica storica
- 334. Adolfo Omodeo, Lettere 1910-1946
- 335. Franca Pieroni Bortolotti, Alle origini del movimento femminile in Italia (1848-1892)

### 1964
- 336. Roberto Giammanco, Dialogo sulla società americana
- 337. Herbert Marcuse, Eros e civiltà
- 338. Leone Ginzburg, Scritti
- 339. Paolo Spriano, L'occupazione delle fabbriche. Settembre 1920
- 340. Victor Wolfgang Von Hagen, La Grande Strada del Sole. Alla ricerca delle strade reali degli Incas
- 341. Paul Goodman, La gioventù assurda
- 342. Tristan Tzara, Manifesti del dadaismo e Lampisterie
- 343. Giovanni Previtali, La fortuna dei primitivi. Dal Vasari ai neoclassici
- 344. Vance Packard, Gli arrampicatori aziendali
- 345. Danilo Dolci, Verso un nuovo mondo
- 346. Sergej Mihajlovič Ëjzenštejn, Forma e tecnica del film e lezioni di regia
- 347. Vittorio Lugli, Pagine ritrovate. Memorie, fantasie e letture
- 348. Mario Giovana, Resistenza nel Cuneese. Storia di una formazione partigiana
- 349. Paul Rotha e Richard Griffith, Storia del cinema
- 350. Lamberto Vitali, L'opera grafica di Giorgio Morandi
- 351. Michelangelo Antonioni, Sei film: Le amiche, Il grido, L'avventura, La notte, L'eclisse, Deserto rosso
- 352. Luigi Salvatorelli, Miti e storia
- 353. Carlo Levi, Tutto il miele è finito
- 354. Ernst Hans Gombrich, Arte e illusione. Studio sulla psicologia della rappresentazione pittorica

### 1965
- 355. Giovanni Macchia, Il mito di Parigi. Saggi e motivi francesi
- 356. Angelo Maria Ripellino, Il trucco e l'anima. I maestri della regia nel teatro russo del Novecento
- 357. Gillo Dorfles, Nuovi riti, nuovi miti
- 358. Mario Silvestri, Isonzo 1917
- 359. Giuseppe Galasso, Mezzogiorno medievale e moderno
- 360. Augusto Monti, I miei conti con la scuola. Cronaca scolastica italiana del secolo XX
- 361. Eugène Ionesco, Note e contronote. Scritti sul teatro
- 362. Jean Christopher Herold, Bonaparte in Egitto
- 363. Giorgio Guazzotti, Teoria e realtà del Piccolo Teatro di Milano
- 364. Antonio Cederna, Mirabilia Urbis. Cronache romane 1957-1965
- 365. Claire-Éliane Engel, Storia dell'alpinismo
- 366. Leonard Woolley, Un regno dimenticato. Storia di una scoperta archeologica
- 367. Barry Ulanov, Storia del jazz in America

### 1966
- 368. Vladimir Propp, I canti popolari russi, con una scelta di canti a cura di Gigliola Venturi
- 369. Sergio Donadoni, Arte egizia
- 370. Roland Barthes, Saggi critici
- 371. Frank Lloyd Wright, La città vivente
- 372. Alberto Aquarone, L'organizzazione dello Stato totalitario. Studi e documenti del tempo fascista
- 373. Charles F. Delzell, I nemici di Mussolini
- 374. Giulio Carlo Argan, Walter Gropius e la Bauhaus
- 375. Nuto Revelli, La strada del davai
- 376. Theodor Wiesengrund Adorno, Wagner. Mahler
- 377. Edward H. Carr, Sei lezioni sulla storia
- 378. Erich Kuby, I russi a Berlino. La fine del Terzo Reich
- 379. Geoffrey Bibby, Quattromila anni fa. Un quadro della vita nel mondo durante il secondo millennio a.C.
- 380. Frederick William Deakin e G. Richard Storry, Il caso Sorge
- 381. Giorgio Bassani, Le parole preparate e altri scritti di letteratura
- 382. Gar Alperovitz, Un asso nella manica. La diplomazia atomica americana: Potsdam e Hiroshima
- 383. Luigi Rognoni, La scuola musicale di Vienna. Espressionismo e dodecafonia
- 384. Gian Francesco Malipiero, Il filo di Arianna. Saggi e fantasie
- 385. Karl Löwith, Saggi su Heidegger
- 386. Eric J. Hobsbawm, I ribelli. Forme primitive di rivolta sociale
- 387. Bonaventura Tecchi, Goethe scrittore di fiabe
- 388. André Breton, Manifesti del Surrealismo
- 389. Emilio Sarzi Amadé, Rapporto dal Vietnam

### 1967
- 390. Danilo Dolci, Chi gioca solo
- 391. Mario Tronti, Operai e capitale
- 392. Edoardo Sanguineti, Guido Gozzano. Indagini e letture
- 393. Umberto Saba, Lettere a un'amica. Settantacinque lettere a Nora Baldi
- 394. Michele Pantaleone, Mafia e droga
- 395. Edgar Snow, L'altra riva del fiume. La Cina oggi
- 396. Ernst Hans Gombrich, La storia dell'arte, raccontata da
- 397. Lev Trotskij, La rivoluzione permanente
- 398. Serge Mallet, La nuova classe operaia
- 399. Augusto Illuminati, Sociologia e classi sociali
- 400. John Beckwith, L'arte di Costantinopoli. Introduzione all'arte bizantina (330-1453)
- 401. Garrett Mattingly, L'invincibile Armada
- 402. Vance Packard, La società nuda
- 403. Autobiografia di Malcolm X
- 404. William L. Shirer, Diario di Berlino (1934-1947)
- 405. Boris Pasternak, Lettere agli amici georgiani
- 406. Albert Ducrocq, Cibernetica e universo. Il romanzo della materia
- 407. Carl Theodor Dreyer, Cinque film: La passione di Giovanna d'Arco, Vampiro, Dies irae, Ordet, Gertrud seguiti da tutti gli scritti sul cinema
- 408. Maurice Blanchot, Lo spazio letterario
- 409. Carlo Dionisotti, Geografia e storia della letteratura italiana
- 410. Anouar Abdel-Malek, Esercito e società in Egitto 1952-1967
- 411. Johan Huizinga, La civiltà olandese del Seicento
- 412. Victor Serge, L'anno primo della rivoluzione russa
- 413. Antonio Giolitti, Un socialismo possibile
- 414. Luigi Capello, Caporetto, perché?: La seconda armata e gli avvenimenti dell'ottobre 1917
- 415. Antonio Ghirelli, Storia del calcio in Italia
- 416. Cesare Brandi, Struttura e architettura
- 417. Richard Hofstadter, Società e intellettuali in America

### 1968
- 418. Rudolf e Margot Wittkower, Nati sotto Saturno. La figura dell'artista dall'Antichità alla Rivoluzione francese
- 419. György Lukács, Marxismo e politica culturale
- 420. John Kenneth Galbraith, Come uscire dal Viet Nam. Una soluzione realistica del più grave problema del nostro tempo
- 421. William Sheridan Allen, Come si diventa nazisti. Storia di una piccola città 1930-1935
- 422. Augusto Monti, Scuola classica e vita moderna
- 423. John Kenneth Galbraith, Il nuovo Stato industriale
- 424. Giorgio Fano, Neopositivismo, analisi del linguaggio e cibernetica
- 425. Robert Jungk, La grande macchina. I nuovi scienziati atomici
- 426. Gillo Dorfles, Artificio e natura
- 427. Miguel Barnet, Autobiografia di uno schiavo
- 428. Antonin Artaud, Il teatro e il suo doppio. Con altri scritti teatrali e la tragedia «I Cenci»
- 429. Mario Silvestri, Il costo della menzogna. Italia nucleare 1945-1968
- 430. Pierre Boulez, Note di apprendistato
- 431. Adolfo Omodeo, Momenti della vita di guerra. Dai diari e dalle lettere dei caduti 1915-1918
- 432. Ernesto N. Rogers, Editoriali di architettura
- 433. C. W. Ceram, I detectives dell'archeologia. Le grandi scoperte archeologiche nel racconto dei protagonisti
- 434. Lamberto Vitali, Un fotografo fin de siècle. Il conte Primoli
- 435. Laurence Thompson, 1940: Londra brucia
- 436. Ved Mehta, Teologi senza Dio
- 437. Raffaele Amaturo, Congetture sulla «Notte» del Parini, in appendice i manoscritti ambrosiani criticamente ordinati

### 1969
- 438. Ferdinando Bologna, Novità su Giotto. Giotto al tempo della cappella Peruzzi
- 439. Theodor Wiesengrund Adorno, Il fido maestro sostituto. Studi sulla comunicazione della musica
- 440. Michele Pantaleone, Antimafia: occasione mancata
- 441. Gisela Marie Augusta Richter, L'arte greca
- 442. Arnold Hauser, Le teorie dell'arte. Tendenze e metodi della critica moderna
- 443. William Hinton, Fanshen. Un villaggio cinese nella rivoluzione
- 444. Vittorio Strada, Tradizione e rivoluzione nella letteratura russa
- 445. Mario Bortolotto, Fase seconda. Studi sulla nuova musica
- 446. Jacques Mansour Vergès, Strategia del processo politico
- 447. Nikolaus Pevsner, L'architettura moderna e il design. Da William Morris alla Bauhaus
- 448. Carl Theodor Dreyer, Gesù. Racconto di un film
- 449. Paul Rozenberg, Vivere in maggio
- 450. Jane Jacobs, Vita e morte delle grandi città. Saggio sulle metropoli americane
- 451. Norman Cohn, Licenza per un genocidio. I «Protocolli degli anziani di Sion»: storia di un falso
- 452. Maurice Blanchot, Il libro a venire
- 453. Gian Carlo Roscioni, La disarmonia prestabilita. Studio su Gadda
- 454. Leonard R. Palmer, Minoici e micenei. L'antica civiltà egea dopo la decifrazione della Lineare B
- 455. Michele Pantaleone, Mafia e politica. 1943-1962

### 1970
- 456. Paul Philippot, Pittura fiamminga e Rinascimento italiano
- 457. George C. Vaillant, La civiltà azteca
- 458. Giovanni Romano, Casalesi del Cinquecento. L'avvento del Manierismo in una città padana
- 459. Vance Packard, Il sesso selvaggio. I rapporti sessuali oggi
- 460. Massimo L. Salvadori, Gramsci e il problema storico della democrazia
- 461. Frank Popper, L'arte cinetica. L'immagine del movimento nelle arti plastiche dopo il 1860
- 462. Danis Bablet, La scena e l'immagine. Saggio su Josef Svoboda
- 463. Eric J. S. Thompson, La civiltà maya
- 464. Ezio Raimondi, Metafora e storia. Studi su Dante e Petrarca
- 465. Louis A. Christophe, Abu Simbel. L'epopea di una scoperta archeologica
- 466. Lev Trotskij, I problemi della rivoluzione cinese e altri scritti su questioni internazionali 1924-1940
- 467. Lionello Venturi, La via dell'Impressionismo. Da Manet a Cézanne
- 468. Leonardo Sciascia, La corda pazza. Scrittori e cose della Sicilia

### 1971
- 469. Ernst Hans Gombrich, A cavallo di un manico di scopa. Saggi di teoria dell'arte
- 470. Enrico Fubini, Gli enciclopedisti e la musica
- 471. Nuto Revelli. L'ultimo fronte. Lettere di soldati caduti o dispersi nella seconda guerra mondiale
- 472. Militanti politici di base, a cura di Danilo Montaldi
- 473. I fratelli di Soledad. Lettere dal carcere di George Jackson
- 474. Bruno Zevi, Saper vedere l'urbanistica. Ferrara di Biagio Rossetti, la prima città moderna europea
- 475. Karol Górski, L'Ordine teutonico. Alle origini dello stato prussiano
- 476. Frederick Antal, Studi su Fuseli
- 477. Robert Havemann, Domande Risposte Domande. Autobiografia di uno scienziato marxista
- 478. Paolo Fossati, L'immagine sospesa. Pittura e scultura astratte in Italia, 1934-40
- 479. Simone de Beauvoir, La terza età
- 480. Felix Klee, Vita e opera di Paul Klee
- 481. Claudio Magris, Lontano da dove. Joseph Roth e la tradizione ebraico-orientale
- 482. Bobby Seale, Cogliere l'occasione! La storia del Black Panther Party e di Huey P. Newton
- 483. Alan H. Gardiner, La civiltà egizia
- 484. Vincenzo Di Benedetto, Euripide: teatro e società

### 1972
- 485. Franco Cordero, L'Epistola ai Romani. Antropologia del cristianesimo paolino
- 486. Philippe Jullian, Oscar Wilde
- 487. Frances Amelia Yates,, L'arte della memoria
- 488. Roman Ghirshman, La civiltà persiana antica
- 489. Vere Gordon Childe, L'alba della civiltà europea
- 490. Lev Nikolaevič Gumilëv, Gli Unni. Un impero di nomadi antagonista dell'antica Cina
- 491. Allen Ginsberg, Testimonianza per il processo di Chicago, 1969
- 492. Jean-Luc Godard, Cinque film: Fino all'ultimo respiro, Questa è la mia vita, Una donna sposata, Due o tre cose che so di lei, La cinese
- 493. Vittorio Lugli, La cortigiana innamorata e altri saggi
- 494. Frederick William Deakin, La montagna più alta. L'epopea dell'esercito partigiano jugoslavo
- 495. William Hinton, Buoi di ferro. La rivoluzione nell'agricoltura cinese
- 496. Basil Davidson, La civiltà africana. Introduzione a una storia culturale dell'Africa
- 497. Francis Donald Klingender, Arte e rivoluzione industriale
- 498. Björn Kurtén, Non dalle scimmie
- 499. Antonio Faeti, Guardare le figure. Gli illustratori italiani dei libri per l'infanzia
- 500. C. W. Ceram, Il primo americano. Archeologia e preistoria del Nordamerica
- 501. Lionello Venturi, Il gusto dei primitivi
- 502. Paolo Fossati, Il design in Italia 1945-1972
- 503. Samuel Mines, Gli ultimi giorni dell'umanità. Sopravvivenza ecologica o estinzione

### 1973
- 504. Ernst Hans Gombrich, Norma e forma. Studi sull'arte del Rinascimento
- 505. Vladimir Markov, Storia del futurismo russo
- 506. Edgar Snow, La lunga rivoluzione
- 507. Aldo Pomini, Il ballo dei pescecani. Storia di un forzato
- 508. Danilo Dolci, Chissà se i pesci piangono. Documentazione di un'esperienza educativa
- 509. Alexander Werth, L'Unione Sovietica nel dopoguerra 1945-1948
- 510. Bruno Zevi, Spazi dell'architettura moderna
- 511. Luigi Salvatorelli, Vita di san Francesco d'Assisi
- 512. Günter Grass, Viaggio elettorale. Discorsi politici di uno scrittore
- 513. Gustave Glotz, La Città greca
- 514. Angelo Maria Ripellino, Praga magica
- 515. Antonio Ghirelli, Storia di Napoli
- 516. Bertolt Brecht, Scritti sulla letteratura e sull'arte
- 517. Gillo Dorfles, Dal significato alle scelte
- 518. Nadar. Testi di Nadar, Jean Prinet e Antoinette Dilasser, Lamberto Vitali
- 519. Andreina Griseri e Roberto Gabetti, Architettura dell'eclettismo. Un saggio su G. B. Schellino
- 520. Ugo Duse, Gustav Mahler

### 1974
- 521. Luis Buñuel, Sette film: L'età dell'oro, Nazarin, Viridiana, L'angelo sterminatore, Simone del deserto, La via lattea, Il fascino discreto della borghesia
- 522. Luciano Bellosi, Buffalmacco e il Trionfo della Morte
- 523. Charles Patrick Fitzgerald, La civiltà cinese
- 524. Cesare Brandi, Teoria generale delle critica
- 525. Sergio Solmi, Saggio su Rimbaud
- 526. Giuseppe Galasso, Potere e istituzioni in Italia. Dalla caduta dell'Impero romano a oggi
- 527. Elaine Morgan, L'origine della donna
- 528. Hoffman Reynolds Hays, Dalla scimmia all'angelo. Due secoli di antropologia
- 529. Tomás Maldonado, Avanguardia e razionalità. Articoli, saggi, pamphlets 1946-1974
- 530. Vance Packard, Una nazione di estranei
- 531. Arturo Schwarz, La Sposa messa a nudo in Marcel Duchamp, anche.
- 532. Arnold Schönberg, Analisi e pratica musicale. Scritti 1909-1950
- 533. Federico Fellini, Quattro film: I vitelloni, La dolce vita, 8 e 1/2, Giulietta degli spiriti
- 534. Gianni Rondolino, Storia del cinema d'animazione
- 535. Frances Fitzgerald, Il lago in fiamme. Storia della guerra in Vietnam
- 536. James Innes Miller, Roma e la via delle spezie. Dal 29 a.C. al 641 d.C.

### 1975
- 537. Wilfrid Mellers, Musica nel nuovo mondo. Storia della musica americana
- 538. Gustave Glotz, La civiltà egea
- 539. Bertolt Brecht, Scritti teatrali. 1. Teoria e tecnica dello spettacolo 1918-1942
- 540. Bertolt Brecht, Scritti teatrali. 2. «L'acquisto dell'ottone», «Breviario di estetica teatrale» e altre riflessioni 1937-1956
- 541. Bertolt Brecht, Scritti teatrali. 3. Note ai drammi e alle regie
- 542. Robert Jungk, L'uomo del millennio
- 543. Percy A. Allum, Potere e società a Napoli nel dopoguerra
- 544. Julian Beck, La vita del teatro. L'artista e la lotta del popolo
- 545. William Hinton, La guerra dei cento giorni. Rivoluzione culturale e studenti in Cina
- 546. Carlo Ludovico Ragghianti, Arti della visione. 1. Cinema
- 547. Carlo Ludovico Ragghianti, Arti della visione. 2. Spettacolo
- 548. «Officina». Cultura, letteratura e politica negli anni cinquanta, a cura di Gian Carlo Ferretti
- 549. Erwin Panofsky, Studi di iconologia. I temi umanistici nell'arte del Rinascimento
- 550. Luigi Magnani, Beethoven nei suoi quaderni di conversazione
- 551. Susan Sontag, Interpretazioni tendenziose. Dodici temi culturali
- 552. Frederick Antal, Classicismo e romanticismo
- 553. Lalla Romano, Lettura di un'immagine
- 554. Lionello Venturi, Come si comprende la pittura. Da Giotto a Chagall
- 555. Roberto Gabetti e Carlo Olmo, Le Corbusier e «L'Esprit Noveau»

### 1976
- 556. Nino Pirrotta, Li due Orfei. Da Poliziano a Monteverdi
- 557. Folco Portinari, Le parabole del reale. Romanzi italiani dell'Ottocento
- 558. Michail Alpatov, Le icone russe. Problemi di storia e d'interpretazione artistica
- 559. Edoardo Sanguineti, Giornalino 1973-1975
- 560. Romano Bilenchi, Amici. Vittorini, Rosai e altri incontri
- 561. Nicola Chiaromonte, Scritti sul teatro
- 562. Marco Cavallo. Un'esperienza di animazione in un ospedale psichiatrico, a cura di Giuliano Scabia
- 563. Gillo Dorfles, Il divenire della critica
- 564. Luigi Aurigemma, Il segno zodiacale dello scorpione nelle tradizioni occidentali dall'antichità greco-latina al Rinascimento
- 565. Roger Gentis, Guarire la vita
- 566. Albert Ducrocq, Il romanzo della vita
- 567. Johannes Brondsted, I Vichinghi
- 568. Cottie A. Burland, Montezuma signore degli Aztechi
- 569. Richard Wyatt Hutchinson, L'antica civiltà cretese
- 570. Cesare Brandi, Scritti sull'arte contemporanea, 1
- 571. Luigi Magnani, Goethe, Beethoven e il demonico
- 572. Federico Zeri, Diari di lavoro, 2

### 1977
- 573. Edgar Snow, La mia vita di giornalista. Un viaggio attraverso la storia contemporanea
- 574/1. Francesco Arcangeli, Dal romanticismo all'informale. 1: Dallo «spazio romantico» al primo Novecento
- 574/2. Francesco Arcangeli, Dal romanticismo all'informale. 2: Il secondo dopoguerra
- 575. Il melodramma italiano dell'Ottocento. Studi e ricerche per Massimo Mila, a cura di Giorgio Pestelli
- 576. Igor Stravinsky e Robert Craft, Colloqui con Stravinsky
- 577. Mario Mieli, Elementi di critica omosessuale
- 578. Mario Isnenghi, Giornali di trincea (1915-1918)
- 579. Giorgio Agamben, Stanze. La parola e il fantasma nella cultura occidentale
- 580/1. Yvonne Kapp, Eleanor Marx. 1: Vita famigliare (1855-1883)
- 580/2. Yvonne Kapp, Eleanor Marx. 2: Gli anni dell'impegno (1884-1898)
- 581. Georges Duby, La domenica di Bouvines. 27 luglio 1214
- 582. Luigi Longo, Continuità della Resistenza
- 583/1. Arnold Hauser, Sociologia dell'arte. 1. Teoria generale
- 583/2. Arnold Hauser, Sociologia dell'arte. 2. Dialettica del creare e del fruire
- 583/3. Arnold Hauser, Sociologia dell'arte. 3. Arte popolare, di massa e d'avanguardia
- 584. Aline B. Saarinen, I grandi collezionisti americani. Dagli inizi a Peggy Guggenheim
- 585. Antonio Ghirelli, Napoli italiana. La storia della città dopo il 1860
- 586. Paolo Matthiae, Ebla. Un impero ritrovato
- 587. Ludovico Zorzi, Il teatro e la città. Saggi sulla scena italiana

### 1978
- 588. Sergio Solmi, Saggi sul Fantastico. Dall'antichità alle prospettive del futuro
- 589. Ernst Hans Gombrich, Immagini simboliche. Studi sull'arte nel Rinascimento
- 590. Salvatore Settis, La «Tempesta» interpretata. Giorgione, i committenti, il soggetto
- 591. Bernhard Paumgartner, Mozart
- 592. Albe Steiner, Il mestiere di grafico
- 593. Angelo Maria Ripellino, Saggi in forma di ballate. Divagazioni su temi di letteratura russa, ceca e polacca
- 594. Luigi Magnani, La musica in Proust
- 595. Giovanni Previtali, La pittura del Cinquecento a Napoli e nel vicereame
- 596. Uno sguardo privato: memorie fotografiche di Francesco Chigi, a cura di Eva Paola Amendola
- 597. Jean-Paul Aron, La Francia a tavola dall'Ottocento alla Belle époque
- 598. Anacleto Verrecchia, La catastrofe di Nietzsche a Torino
- 599. Félix Guattari, La rivoluzione molecolare
- 600. Timothy J. Clark, Immagine del popolo. Gustave Courbet e la rivoluzione del '48
- 601. Sarah B. Pomeroy, Donne in Atene e Roma
- 602. Frank Willett, Arte africana
- 603. Robert Jungk, Lo Stato atomico
- 604. Rosita Levi Pisetzky, Il costume e la moda nella società italiana
- 605. Mauro Cristofani, L'arte degli etruschi. Produzione e consumo

### 1979
- 606. Ingmar Bergman, Sei film: Come in uno specchio, Il rito, Il silenzio, Luci d'inverno, Persona, Sussurri e grida
- 607. Ottavia Niccoli, I sacerdoti, i guerrieri, i contadini. Storia di un'immagine della società
- 608. Gian Carlo Ferretti, Il mercato delle lettere. Industria culturale e lavoro critico in Italia dagli anni Cinquanta a oggi
- 609. Linda Nochlin, Realismo. La pittura in Europa nel XIX secolo
- 610. Cesare Brandi, Scritti sull'arte contemporanea, 2
- 611. Carlo Levi, Quaderni a cancelli
- 612. Edoardo Sanguineti, Giornalino secondo 1976-1977
- 613. Lamberto Vitali, Il Risorgimento nella fotografia
- 614. Antonia Mulas, San Pietro
- 615. Carlo Ludovico Ragghianti, Arti della visione. 3. Il linguaggio artistico
- 616. Aaron Scharf, Arte e fotografia

### 1980
- 617. Manlio Brusatin, Venezia nel Settecento. Stato, architettura, territorio
- 618. Franco Mancini, L'illusione alternativa. Lo spazio scenico dal dopoguerra ad oggi
- 619. Hugh Trevor-Roper, Principi e artisti. Mecenatismo e ideologia in quattro corti degli Asburgo (1517-1633)
- 620. Manfredo Tafuri, La sfera e il labirinto. Avanguardie e architettura da Piranesi agli anni '70
- 621. Maria Cali, Da Michelangelo all'Escorial. Momenti del dibattito religioso nell'arte del Cinquecento
- 622. Gillo Dorfles, L'intervallo perduto
- 623. Luigi Magnani, L'idea della «Chartreuse». Saggi stendhaliani
- 624. Vittorio Foa, Per una storia del movimento operaio
- 625. Hugh Honour, Neoclassicismo
- 626. Cesare Brandi, Disegno della pittura italiana
- 627. Massimo Mila, L'arte di Verdi

### 1981
- 628. Villaggi operai in Italia: la Val Padana e Crespi d'Adda
- 629. Francesco Arcangeli, Giorgio Morandi
- 630. Mario Gabinio fotografo, a cura di Giorgio Avigdor
- 631. Nikolaus Pevsner, John Fleming e Hugh Honour, Dizionario d'architettura
- 632. Hans Mayer, Richard Wagner a Bayreuth 1876-1976
- 633. William Hardy McNeill, La peste nella storia. Epidemie, morbi e contagio dall'antichità all'età contemporanea (82)
- 634. Cesare de Seta, Architettura, ambiente e società a Napoli nel '700
- 635. Robin Lane Fox, Alessandro Magno
- 636. Joseph Rykwert, L'idea della città. Antropologia della forma urbana nel mondo antico
- 637. Camera Work: un'antologia, a cura di Michela Vanon
- 638. «Valori plastici» 1918-22, a cura di Paolo Fossati

### 1982
- 639. Israel Getzler, L'epopea di Kronstadt 1917-1921
- 640. Giorgio Agamben, Il linguaggio e la morte. Un seminario sul luogo della negatività
- 641. Meyer Schapiro, Arte romanica
- 642. Manlio Rossi Doria, Scritti sul Mezzogiorno
- 643. Raniero Panzieri, L'alternativa socialista. Scritti scelti 1944-1956
- 644. Ruggiero Romano, Tra storici ed economisti
- 645. Cesare Gnudi, L'arte gotica in Francia e in Italia
- 646. Luigi Magnani, Il mio Morandi. Un saggio e cinquantotto lettere
- 647. Friedrich Dürrenmatt, Lo scrittore nel tempo. Scritti su letteratura, teatro e cinema
- 648. Georges Duby, San Bernardo e l'arte cistercense
- 649. Angelo Ara e Claudio Magris, Trieste: un'identità di frontiera
- 650. Otto J. Brendel, Introduzione all'arte romana

### 1983
- 651. Chiara Frugoni, Una lontana città. Sentimenti e immagini nel Medioevo
- 652. Massimo Mila, Compagno Strawinsky
- 653. Michelangelo Antonioni, Identificazione di una donna
- 654. Federico Zeri, Diari di lavoro, 1
- 655. Vittore Branca, Poliziano e l'umanesimo della parola
- 656. Guido Ceronetti, Un viaggio in Italia 1981-1983
- 657. Raymond Klibansky, Erwin Panofsky e Fritz Saxl, Saturno e la melanconia. Studi di storia della filosofia naturale, religione e arte
- 658. Man Ray, Oggetti d'affezione
- 659. André Chastel, Il sacco di Roma 1527
- 660. Bruno Zevi, Pretesti di critica architettonica
- 661. Bernard Andreae, L'immagine di Ulisse. Mito e archeologia

### 1984
- 662. Ernst Hans Gombrich, Il senso dell'ordine. Studio sulla psicologia dell'arte decorativa
- 663. Vittorio Foa, La cultura della CGIL. Scritti e interventi 1950-1970
- 664. Claudio Magris, L'anello di Clarisse. Grande stile e nichilismo nella letteratura moderna
- 665. Pierre Boulez, Punti di riferimento
- 666. Beaumont Newhall, Storia della fotografia
- 667. Paola Barocchi, Studi vasariani
- 668. Luigi Magnani, Beethoven lettore di Omero
- 669. Rudolf Wittkower, Palladio e il palladianesimo
- 670. Nino Pirrotta, Musica tra Medioevo e Rinascimento
- 671. Tzvetan Todorov, La conquista dell'America. Il problema dell'altro
- 672. Andrej Alekseevič Amalʹrik, Rasputin. Il «monaco nero» e la corte dell'ultimo zar
- 673. Lu Gwei-Djen e Joseph Needham, Aghi celesti. Storia e fondamenti razionali dell'agopuntura e della moxibustione
- 674. Francis Haskell e Nicholas Penny, L'antico nella storia del gusto. La seduzione della scultura classica, 1500-1900

### 1985
- 675. Giorgio De Chirico, Il meccanismo del pensiero. Critica, polemica, autobiografia, 1911-1943
- 676. Ernst Hans Gombrich, L'immagine e l'occhio. Altri studi sulla psicologia della rappresentazione pittorica
- 677. Nico Naldini, Vita di Giovanni Comisso
- 678. Edward Togo Salmon, Il Sannio e i Sanniti
- 679. Kenneth James Dover, L'omosessualità nell'antica Grecia
- 680. Piemonte medievale. Forme del potere e della società. Studi per Giovanni Tabacco
- 681. Luciano Bellosi, La pecora di Giotto
- 682. Gian Carlo Roscioni, L'arbitrio letterario. Uno studio su Raymond Roussel
- 683. Cesare Cases, Il testimone secondario. Saggi e interventi sulla cultura del Novecento
- 684. Cesare Brandi, Disegno dell'architettura italiana
- 685. Rudolf Wittkower, La scultura raccontata da. Dall'antichita al Novecento
- 686. Manfredo Tafuri, Venezia e il Rinascimento. Religione, scienza, architettura

### 1986
- 687. Guido Ceronetti, Albergo Italia
- 688. Ernst Hans Gombrich, L'eredità di Apelle. Studi sull'arte del Rinascimento
- 689. William J. McGrath, Arte dionisiaca e politica nell'Austria di fine Ottocento
- 690. Vittorio Strada, Le veglia della ragione. Miti e figure della letteratura russa da Dostoevkij a Pasternàk
- 691. Manlio Brusatin, Arte della meraviglia
- 692. Ernst Hans Gombrich, Ideali e idoli. I valori nella storia e nell'arte
- 693. Antonio Faeti, In trappola col topo. Una lettura di Mickey Mouse
- 694. Rolf A. Stein, La civiltà tibetana
- 695. Vittorio Gregotti, Questioni di architettura. Editoriali di «Casabella»

### 1987
- 696. Cesare Cases, Patrie lettere
- 697. Franco Moretti, Segni e stili del moderno
- 698. László Moholy-Nagy, Pittura fotografia film
- 699. Carlo Ossola, Dal «Cortegiano» all'uomo di mondo. Storia di un libro e di un modello sociale
- 700. Richard Krautheimer, Tre capitali cristiane. Topografia e politica
- 701. Gernot Gruber, La fortuna di Mozart
- 702. Ernst Hans Gombrich, Antichi maestri, nuove letture. Studi sull'arte del Rinascimento
- 703. Arnaldo Momigliano, Pagine ebraiche
- 704. Donatella Calabi e Paolo Morachiello, Rialto. Le fabbriche e il ponte, 1514-1591

### 1988
- 705. Donata Levi, Cavalcaselle. Il pioniere della conservazione dell'arte italiana
- 706. Jerome Kagan, La natura del bambino. Psicologia e biologia dello sviluppo infantile
- 707. Paolo Fossati, La pittura metafisica
- 708. Robert C. Ritchie, Capitan Kidd e la guerra contro i pirati
- 709. Arnold Schönberg e Wassily Kandinsky, Musica e pittura. Lettere, testi, documenti
- 710. Daniel Poirion, Il meraviglioso nella letteratura francese del Medioevo
- 711. Ludovico Zorzi, Carpaccio e la rappresentazione di Sant'Orsola. Ricerche sulla visualità dello spettacolo nel Quattrocento
- 712. Jean-Jacques Pauvert, Sade. Un'innocenza selvaggia, 1740-1777
- 713. Racconti aztechi della Conquista, racconti scelti e presentati da Tzvetan Todorov e Georges Baudot
- 714. Alberto Savinio, Scatola sonora
- 715. Paul Wescher, I furti d'arte. Napoleone e la nascita del Louvre
- 716. La Colonna Traiana, a cura di Salvatore Settis
- 717. Wolfgang Schivelbusch, Storia dei viaggi in ferrovia
- 718. Henri Matisse, Scritti e pensieri sull'arte

### 1989
- 719. Paolo Matthiae, Ebla. Un impero ritrovato. Dai primi scavi alle ultime scoperte
- 720. Ugo Mulas, La fotografia
- 721. Christiaan Snouck Hurgronje, Il pellegrinaggio alla Mecca
- 722. L'Albero della Rivoluzione. Le interpretazioni della Rivoluzione francese, a cura di Bruno Bongiovanni e Luciano Guerci
- 723. Ann Rosalie David, I costruttori delle piramidi. Un'indagine sugli operai del faraone
- 724. Roberto Gabetti e Carlo Olmo, Alle radici dell'architettura contemporanea. Il cantiere e la parola
- 725. Manlio Brusatin, Storia delle immagini
- 726. Federico Zeri, La percezione visiva dell'Italia e degli italiani
- 727. Paul Zanker, Augusto e il potere delle immagini
- 728. Angelo Arioli, Le isole mirabili. Periplo arabo medievale
- 729. Peter A. Clayton e Martin J. Price, Le sette meraviglie del mondo

### 1990
- 730. Svetlana Alpers, L'officina di Rembrandt. L'atelier e il mercato
- 731. Ludovico Zorzi, L'attore, la Commedia, il drammaturgo
- 732. Maurizio Calvesi, Le realtà del Caravaggio
- 733. Cesare Cases, Il boom di Roscellino. Satire e polemiche
- 734. Joseph Kerman, L'opera come dramma
- 735. John Huxtable Elliott, Richelieu e Olivares
- 736. Jean Cocteau, Il richiamo all'ordine
- 737. Marvin Harris, Buono da mangiare. Enigmi del gusto e consuetudini alimentari
- 738. Ennio Concina, Navis. L'umanesimo sul mare 1470-1740
- 739. Nike Wagner, Spirito e sesso. La donna e l'erotismo nella Vienna fin de siècle
- 740. Sidney Wilfred Mintz, Storia dello zucchero. Tra politica e cultura
- 741. Giovanni Agosti, Bambaja e il classicismo lombardo
- 742. Mario G. Losano, Storie di automi. Dalla Grecia classica alla belle époque
- 743/1. Paola Barocchi, Storia moderna dell'arte in Italia. Manifesti, polemiche, documenti. 3.1. Dal Novecento ai dibattiti sulla figura e sul monumentale, 1925-1945
- 743/2. Paola Barocchi, Storia moderna dell'arte in Italia. Manifesti, polemiche, documenti. 3.2. Tra neorealismo ed anni Novanta 1945-1990

### 1991
- 744. Jean Bottéro, Mesopotamia. La scrittura, la mentalità e gli dèi
- 745. Elisa Vaccarino, Altre scene, altre danze. Vent'anni di balletto contemporaneo
- 746. Eric J. Hobsbawm, Nazioni e nazionalismo dal 1780. Programma, mito, realtà
- 747. Giovanni Romano, Studi sul paesaggio. Storia e immagini
- 748. Fedele D'Amico, Un ragazzino all'Augusteo. Scritti musicali
- 749. Cesare Brandi, Pittura a Siena nel Trecento
- 750. Ernst Hans Gombrich, Riflessioni sulla storia dell'arte. Opinioni e critiche
- 751. Maurizio Ghelardi, La scoperta del Rinascimento. «L'Eta di Raffaello» di Jacob Burckhardt
- 752. Andrea Carandini, Storie dalla terra. Manuale di scavo archeologico
- 753. Giuliano Briganti, Il viaggiatore disincantato. Brevi viaggi in due secoli d'arte moderna
- 754. Franz Marc e Else Lasker-Schüler, Lettere al cavaliere azzurro
- 755. Peter Partner, I templari
- 756. Amerigo Restucci, Matera, i Sassi

### 1992
- 757. Rudolf Wittkower, Idea e immagine. Studi sul Rinascimento italiano
- 758. Claude David, Franz Kafka
- 759. Maria Luisa Meneghetti, Il pubblico dei trovatori. La ricezione della poesia cortese fino al XIV secolo
- 760. Manfredo Tafuri, Ricerca del Rinascimento. Principi, città, architetti
- 761. Maurizio Bettini, Il ritratto dell'amante
- 762. Gianandrea Gavazzeni, Il sipario rosso. Diario 1950-1976
- 763. Vincenzo Farinella, Archeologia e pittura a Roma tra Quattrocento e Cinquecento. Il caso di Jacopo Ripanda
- 764. Gabriele Foccardi, Viaggiatori del Regno di Mezzo. I viaggi marittimi dei Cinesi dal III secolo a.C. alla fine del XIX secolo d.C.
- 765. Louis Godart, L'invenzione della scrittura. Dal Nilo alla Grecia
- 766. Muḥammad ibn Sīrīn, Il libro del sogno veriterio
- 767. Bernardo Gomes de Brito, Storia tragico-marittima
- 768. James S. Ackerman, La villa. Forma e ideologia
- 769. Dora ed Erwin Panofsky, Il vaso di Pandora. I mutamenti di un simbolo
- 770. Maurizio Calvesi, La Melanconia di Albrecht Dürer

### 1993
- 771. Amelio Fara, La città da guerra nell'Europa moderna
- 772. Giancarlo Lunati, Etica e progettualità
- 773. Siro Ferrone, Attori mercanti corsari. La commedia dell'arte in Europa tra Cinque e Seicento
- 774. Marco Romano, L'estetica della città europea. Forme e immagini
- 775. Arthur Waldron, La grande muraglia. Dalla storia al mito
- 776. Rémi Hess, Il Valzer. Rivoluzione della coppia in Europa
- 777. Paul Zanker, Pompei. Società, immagini urbane e forme dell'abitare
- 778. Edwin H. Colbert, Cacciatori di dinosauri
- 779. Philippe Joutard, L'invenzione del Monte Bianco
- 780. Chiara Frugoni, Francesco e l'invenzione delle stimmate. Una storia per parole e immagini fino a Bonaventura e Giotto
- s.n. [senza numero] Lalla Romano pittrice, a cura di Antonio Ria

### 1994
- 781. Pierre-Antoine Bernheim, Guy Stavridès, Paradiso paradisi
- 782. Louis Godart, Il disco di Festo. L'enigma di una scrittura
- 783. Dian Fossey, Gorilla nella nebbia
- 784. Renzo Dubbini, Geografie dello sguardo. Visione e paesaggio in età moderna
- 785. Alberto Castoldi, Il testo drogato. Letteratura e droga tra Ottocento e Novecento
- 786. André Weil, Ricordi di apprendistato. Vita di un matematico
- 787. Franco Moretti, Opere mondo. Saggio sulla forma epica dal «Faust» a «Cent'anni di solitudine»
- 788. Ernst Hans Gombrich, Argomenti del nostro tempo. Cultura e arte nel XX secolo
- 789. Maria Grazia Messina, Le muse d'oltremare. Esotismo e primitivismo dell'arte contemporanea
- 790. Bruno Munari, Codice ovvio
- 791. Enrico Fubini, La musica nella tradizione ebraica
- 792. Carlo Ginzburg, Indagini su Piero. Il Battesimo, il ciclo di Arezzo, la flagellazione di Urbino
- s.n. Lalla Romano, Disegni

### 1995
- 793. ʻIyāḍ ibn Mūsā, I miracoli del Profeta. Sallo Šifā bi-Taʻrīf ḥuqūq al-Muṣṭafā, a cura di Ida Zilio-Grandi
- 794. Paolo Fossati, Storie di figure e di immagini. Da Boccioni a Licini
- 795. Charles Segal, Orfeo. Il mito del poeta
- 796. Jean Starobinski, A piene mani. Dono fastoso e dono perverso
- 797. Lina Bolzoni, La stanza della memoria. Modelli letterari e iconografici nell'età della stampa
- 798. Armando Petrucci, Le scritture ultime. Ideologia della morte e strategie dello scrivere nella tradizione occidentale
- 799. Gian Luigi Beccaria, I nomi del mondo. Santi, demoni, folletti e le parole perdute
- 800. Gershom Scholem, Alchimia e kabbalah
- 801. Benedetto Antelami e il Battistero di Parma, a cura di Chiara Frugoni
- 802. Giulio Ferroni, Dopo la fine. Sulla condizione postuma della letteratura
- s.n. Lalla Romano, L'esercizio della pittura

### 1996
- 803. Anthony Grafton, Falsari e critici. Creatività e finzione nella tradizione letteraria occidentale
- 804. Ernst Hans Gombrich, Ombre. La rappresentazione dell'ombra portata nell'arte occidentale
- 805. Marco Belpoliti, L'occhio di Calvino
- 806. Giuliano Baioni, Il giovane Goethe
- 807. Dizionario di storia della salute, a cura di Giorgio Cosmacini, Giuseppe Gaudenzi e Roberto Satolli
- 808. Dmitrij Sergeevič Lichačëv, La poesia dei giardini. Per una semantica degli stili dei giardini e dei parchi: il giardino come testo
- 809. Franco Cordelli, La democrazia magica. Il narratore, il romanziere, lo scrittore

### 1997
- 810. Diego Lanza, Lo stolto. Di Socrate, Eulenspiegel, Pinocchio e altri trasgressori del senso comune
- 811. Reinhard Baumann, I Lanzichenecchi. La loro storia e cultura dal tardo Medioevo alla guerra dei Trent'anni
- 812. John Michael Montias, Vermeer. L'artista, la famiglia, la città
- 813. George L. Mosse, L'immaginazione dell'uomo. Lo stereotipo maschile nell'epoca moderna
- 814. Franco Moretti, Atlante del romanzo europeo 1800-1900
- 815. Peter Partner, Il Dio degli eserciti. Islam e cristianesimo. Le guerre sante

### 1998
- 816. Paola Barocchi, Storia moderna dell'arte in Italia. Manifesti, polemiche, documenti. 1. Dai neoclassici ai puristi 1780-1861
- 817. Maynard Solomon, Su Beethoven. Musica mito psicoanalisi utopia
- 818. Maurizio Bettini, Nascere. Storie di donne, donnole, madri ed eroi
- 819. Wolfgang Sofsky, Saggio sulla violenza
- 820. Sergio Luzzatto, Il corpo del duce. Un cadavere tra immaginazione, storia e memoria
- 821. Jared Diamond, Armi, acciaio e malattie. Breve storia del mondo negli ultimi tredicimila anni
- 822. Roberto De Simone, Il presepe popolare napoletano
- 823. Neal Ascherson, Mar Nero. Storie e miti del Mediterraneo d'Oriente

### 1999
- 824. Tijs Goldschmidt, Lo strano caso del Lago Vittoria. Storia naturale di un microcosmo in bilico
- 825. Giorgio Ficara, Casanova e la malinconia
- 826. Francesca Sanvitale, Camera ottica. Pagine di letteratura e realtà
- 827. Ernst Hans Gombrich, Dal mio tempo. Città, maestri, incontri
- 828. Giorgio Ruffolo, Cuori e denari. Dodici grandi economisti raccontati a un profano
- 829. Dmitrij Sergeevič Lichačëv, La mia Russia

### 2000
- 830. Manlio Brusatin, Arte dell'oblio
- 831. Andrea Carandini, Giornale di scavo. Pensieri sparsi di un archeologo
- 832. Carla Casagrande e Silvana Vecchio, I sette vizi capitali. Storia dei peccati nel Medioevo, con un saggio di Jérôme Baschet
- 833. Giorgio Pestelli, Canti del destino. Studi su Brahms
- 834. Brian Greene, L'universo elegante. Superstringhe, dimensioni nascoste e la ricerca della teoria ultima
- 835. Abraham B. Yehoshua, Il potere terribile di una piccola colpa. Etica e letteratura
- 836. Andrea Perrucci, La Cantata dei pastori

### 2001
- 837. Gian Carlo Roscioni, Il desiderio delle Indie. Storie, sogni e fughe di giovani gesuiti italiani
- 838. James Knowlson, Samuel Beckett. Una vita
- 839. Glenn W. Most, Leggere Raffaello. La Scuola di Atene e il suo pre-testo
- 840. Marco Belpoliti, Settanta
- 841. Gian Piero Piretto, Il radioso avvenire. Mitologie culturali sovietiche
- 842. Georges Didi-Huberman, Aprire Venere. Nudità, sogno, crudeltà
- 843. Julian Barbour, La fine del tempo. La rivoluzione fisica prossima ventura
- 844. Jean Starobinski, Azione e reazione. Vita e avventure di una coppia
- 845. Peter Partner, Duemila anni di cristianesimo

### 2002
- 846. Lina Bolzoni, La rete delle immagini. Predicazione in volgare dalle origini a Bernardino da Siena
- 847. François Hartog, Memoria di Ulisse. Racconti sulla frontiera nell'antica Grecia
- 848. Geoffrey Miller, Uomini, donne e code di pavone. La selezione sessuale e l'evoluzione della natura umana
- 849. Andrea Carandini, Archeologia del mito. Emozione e ragione fra primitivi e moderni
- 850. Gian Carlo Calza, Stile Giappone
- 851. Joseph E. Stiglitz, La globalizzazione e i suoi oppositori
- 852. Maurizio Bettini e Carlo Brillante, Il mito di Elena. Immagini e racconti dalla Grecia a oggi

### 2003
- 853. Maurizio Bettini ed Ezio Pellizer, Il mito di Narciso. Immagini e racconti dalla Grecia a oggi
- 854. Édouard Pommier, Il ritratto. Storie e teorie dal Rinascimento all'Età dei Lumi
- 855. Steve Olson, Mappe della storia dell'uomo. Il passato che è nei nostri geni
- 856. Peter Partner, Corsari e crociati
- 857. Stefano Bartezzaghi, Incontri con la Sfinge
- 858. Hans Magnus Enzensberger, Gli elisir della scienza. Sguardi trasversali in poesia e in prosa
- 859. Albert-László Barabási, Link. La nuova scienza delle reti
- 860. Francesco Matteo Cataluccio, Immaturità. La malattia del nostro tempo

### 2004
- 861. Javier Marías, Vite scritte
- 862. Maurizio Bettini e Giulio Guidorizzi, Il mito di Edipo. Immagini e racconti dalla Grecia a oggi
- 863/1. Silvia Danesi Squarzina, La collezione Giustiniani. 1: Inventari
- 863/2. Silvia Danesi Squarzina, La collezione Giustiniani. 2: Inventari
- 863/3. Silvia Danesi Squarzina, La collezione Giustiniani. 3: Documenti
- 864. Brian Greene, La trama del cosmo. Spazio, tempo, realtà
- 865. Franco Moretti, La letteratura vista da lontano
- 866. Anton Zeilinger, Il velo di Einstein. Il nuovo mondo della fisica quantistica

### 2005
- 867. Edda Bresciani, La porta dei sogni. Interpreti e sognatori nell'Egitto antico
- 868. Cesare Garboli, Storie di seduzione
- 869. Stephen Greenblatt, Vita arte e passioni di William Shakespeare, capocomico. Come Shakespeare divenne Shakespeare
- 870. Benoît B. Mandelbrot e Richard L. Hudson, Il disordine dei mercati. Una visione frattale di rischio, rovina e redditività
- 871. Jared Diamond, Collasso. Come le società scelgono di morire o vivere

### 2006
- 872. Piero Negri Scaglione, Questioni private. Vita incompiuta di Beppe Fenoglio
- 873. Luciano Berio, Un ricordo al futuro. Lezioni americane.
- 874. Henry Gee, Tempo profondo. Antenati, fossili, pietre
- 875. Martin Kemp, Leonardo. Nella mente del genio
- 876. Jorge Luis Borges, La biblioteca inglese. Lezioni sulla letteratura
- 877. John Maxwell Coetzee, Spiagge straniere. Saggi 1993-1999
- 878. Seth Lloyd, Il programma dell'universo
- 879. Reyner Banham, Deserti americani
- 880. Pierre Vidal-Naquet, Atlantide. Breve storia di un mito
- 881. Maurizio Bettini e Luigi Spina Il mito delle Sirene

### 2007
- 882. Giuseppe Bruzzaniti, Enrico Fermi. Il genio obbediente
- 883. Zahi Hawass, Le montagne dei faraoni. La storia mai raccontata dei costruttori delle piramidi
- 884. Gian Luigi Beccaria, Tra le pieghe delle parole. Lingua, storia, cultura
- 885. Randal Keynes, Casa Darwin. Il male, il bene e l'evoluzione dell'uomo
- 886. Andrea Carandini, Cercando Quirino. Traversata sulle onde elettromagnetiche nel suolo del Quirinale
- 887. Geoff Dyer, L'infinito istante. Saggio sulla fotografia
- 888. Lee Smolin, L'universo senza stringhe. Fortuna di una teoria e turbamenti della scienza
- 889. Enrico Castelnuovo, Vetrate medievali. Officine, tecniche, maestri
- 890. Robin Lane Fox, Il mondo classico. Storia epica di Grecia e di Roma
- 891. Stefano Bartezzaghi, L'orizzonte verticale. Invenzione e storia del cruciverba

### 2008
- 892. Maurizio Bettini, Voci. Antropologia sonora del mondo antico
- 893. David Lindley, Incertezza. Einstein, Heisenberg, Bohr e il principio di indeterminazione
- 894. Lillian M. Li, Alison J. Dray-Novey e Haili Kong, Pechino. Storia di una città
- 895. Simon Ings, Storia naturale dell'occhio
- 896. Ian Stewart, L'eleganza della verità. Storia della simmetria
- 897. Michel Pastoureau, L'orso. Storia di un re decaduto
- 898. Andrea Carandini, Archeologia classica. Vedere il tempo antico con occhi del 2000
- 899. Chiara Frugoni, L'affare migliore di Enrico. Giotto e la cappella Scrovegni
- 900. Salvatore Settis, Artemidoro. Un papiro dal I secolo al XXI
- 901. Eric D. Weitz, La Germania di Weimar. Speranza e tragedia

### 2009
- 902. Jason Goodwin, I signori degli orizzonti. Una storia dell'Impero ottomano
- 903. Stuart Clark, I re del sole. Il racconto dell'astronomia moderna
- 904. Stewart Gordon, Quando l'Asia era il mondo. Storie di mercanti, studiosi, monaci e guerrieri tra il '500 e il 1500
- 905. Bernd Roeck e Andreas Tönnesmann, Federico da Montefeltro. Arte, stato e mestiere delle armi
- 906. Katie Hafner, Glenn Gould e la ricerca del pianoforte perfetto
- 907. Samir Kassir, Beirut. Storia di una città
- 908. Frank Wilczek, La leggerezza dell'essere. La massa, l'etere e l'unificazione delle forze

### 2010
- 909. Maurizio Bettini e Cristiana Franco, Il mito di Circe. Immagini e racconti dalla Grecia a oggi
- 910. Chiara Frugoni, La voce delle immagini. Pillole iconografiche dal Medioevo
- 911. André Vauchez, Francesco d'Assisi. Tra storia e memoria
- 912. Gian Luigi Beccaria, Il mare in un imbuto. Dove va la lingua italiana
- 913. Stefano Bartezzaghi, Scrittori giocatori
- 914. Lina Bolzoni, Il cuore di cristallo. Ragionamenti d'amore, poesia e ritratto nel Rinascimento
- 915. Frank Close, Antimateria
- 916. Robin Lane Fox, Eroi viaggiatori. I Greci e i loro miti nell'età epica di Omero
- 917. Adrienne Mayor, Il re veleno. Vita e leggenda di Mitridate, acerrimo nemico di Roma
- 918. Chiara Frugoni, Francesco e l'invenzione delle stimmate. Una storia per parole e immagini fino a Bonaventura e Giotto

### 2011
- 919. Mário Novello, Qualcosa anziché il nulla. La rivoluzione del pensiero cosmologico
- 920. Albert-László Barabási, Lampi. La trama nascosta che guida la nostra vita
- 921. Cesare de Seta, Ritratti di città. Dal Rinascimento al secolo XVIII
- 922. Laurence C. Smith, 2050. Il futuro del nuovo Nord
- 923. Alex Butterworth, Il mondo che non fu mai. Sognatori, terroristi, anarchici e agenti segreti
- 924. Alyn Shipton, Nuova storia del jazz

### 2012
- 925. Manuel Cruz, L'amore filosofo
- 926. Michael Nielsen, Le nuove vie della scoperta scientifica. Come l'intelligenza collettiva sta cambiando la scienza
- 927. Toby Wilkinson, L'antico Egitto. Storia di un impero millenario
- 928. Martin Gayford, A Bigger Message. Conversazioni con David Hockney
- 929. Brian Greene, La realtà nascosta. Universi paralleli e leggi profonde del cosmo
- 930. Michel Pastoureau, Bestiari del Medioevo

### 2013
- 931. Federica Muzzarelli, Moderne icone di moda. La costruzione fotografica del mito
- 932. Close Frank, Infinita. La teoria quantistica dei campi e la ricerca di un universo ordinato
- 933. Jared Diamond, Il mondo fino a ieri. Che cosa possiamo imparare dalle società tradizionali?
- 934. James S. Ackerman, La villa. Forma e ideologia
- 935. Steven Strogatz, La gioia dei numeri. Viaggio nella matematica da uno a infinito
- 936. David Deutsch, L'inizio dell'infinito. Spiegazioni che trasformano il mondo
- 937. Sun Tzu, L'arte della guerra
- 938. Robert Trivers, La follia degli stolti. La logica dell'inganno e dell'autoinganno nella vita umana
- 939. Maurizio Bettini-Mario Lentano, Il mito di Enea. Immagini e racconti dalla Grecia a oggi

### 2014
- 940. Ian Stewart, I grandi problemi della matematica. Meraviglie e misteri
- 941. James Hall, L'autoritratto. Una storia culturale
- 942. David G. Haskell, La foresta nascosta. Un anno trascorso a osservare la natura
- 943. Julio Cortázar, Lezioni di letteratura. Berkeley, 1980
- 944. Piero Boitani, Riconoscere è un dio. Scene e temi del riconoscimento nella letteratura
- 945. Michel Pastoureau, Storie di pietra. Timpani e portali romanici (fuori formato)
- 946. Svante Pääbo, L'uomo di Neanderthal. Alla ricerca dei genomi perduti
- 947. Lee Smolin, La rinascita del tempo. Dalla crisi della fisica al futuro dell'universo

### 2015
- 948. Massimo Bucciantini, Campo dei Fiori. Storia di un monumento maledetto
- 949. Philip Ball, Al servizio del Reich. Come la fisica vendette l'anima a Hitler
- 950. Gustavo Zagrebelsky, Liberi servi. Il Grande Inquisitore e l'enigma del potere
- 951. Maurizio Bettini e Silvia Romani, Il mito di Arianna. Immagini e racconti dalla Grecia a oggi
- 952. Timothy Brook, Il cappello di Vermeer. Il XVII secolo e gli albori del mondo globalizzato
- 953. Juliet Hacking, I grandi fotografi
- 954. John E. Gardiner, La musica nel castello del cielo. Un ritratto di Johann Sebastian Bach
- 955. Uliano Lucas - Tatiana Agliani, La realtà e lo sguardo. Storia del fotogiornalismo in Italia

### 2016
- 956. Simone Beta, Il labirinto della parola. Enigmi, oracoli e sogni nella cultura antica
- 957. Philip Ball, L'invisibile. Il fascino pericoloso di quel che non si vede
- 958. Frank Wilczek, Una bellissima domanda. Scoprire il disegno profondo della Natura
- 959. Timothy Brook, La mappa della Cina del signor Selden. Il commercio delle spezie, una carta perduta e il Mar Cinese Meridionale
- 960. Frank Close, Vita divisa. Storia di Bruno Pontecorvo, fisico o spia
- 961. Tomaso Montanari, La libertà di Bernini. La sovranità dell'artista e le regole del potere
- 962. Agostino Paravicini Bagliani, Il bestiario del Papa
- 963. Chiara Frugoni - Simone Facchinetti, Senza misericordia. Il «Trionfo della Morte» e la «Danza macabra» a Clusone
- 964. Henry Plummer, L'esperienza dell'architettura

### 2017
- 965. Ian Stewart, Le 17 equazioni che hanno cambiato il mondo
- 966. Franco Moretti, Il borghese. Tra storia e letteratura
- 967. François-Xavier Fauvelle-Aymar, Il rinoceronte d'oro
- 968. Steven Nadler, Gli ebrei di Rembrandt
- 969. Erich Follath, Al di là dei confini. Viaggio nel mondo dell'islam sulle tracce del grande avventuriero Ibn Battuta
- 970. Massimo Bucciantini, Un Galileo a Milano
- 971. Maurizio Bettini-Giuseppe Pucci, Il mito di Medea. Immagini e racconti dalla Grecia a oggi
- 972. Album Primo Levi, A cura di Roberta Mori e Domenico Scarpa

### 2018
- 973. David Bate, La fotografia d'arte
- 974. Paolo Matthiae, Dalla terra alla storia. Scoperte leggendarie di archeologia orientale
- 975. Julian Bell, Che cos'è la pittura?
- 976. Ian Stewart, I numeri uno. La vita dei più grandi matematici del mondo
- 977. Jessica Harrison-Hall, La Cina. Una storia per oggetti
- 978. David George Haskell, Il canto degli alberi. Storie di grandi connettori naturali
- 979. Martin Gayford, Artisti a Londra. Bacon, Freud, Hockney e gli altri
- 980. Tomaso Montanari, Velázquez e il ritratto barocco
- 981. David Scott Kastan - Stephen Farthing, Sul colore
- 982. Lucia Battaglia Ricci, Dante per immagini. Dalle miniature trecentesche ai giorni nostri
- 983. Georges Vigarello, L'abito femminile. Una storia culturale dal Medioevo a oggi

### 2019
- 984. Franco Moretti, Un paese lontano. Cinque lezioni sulla cultura americana
- 985. Alberto Asor Rosa, Machiavelli e l'Italia. Resoconto di una disfatta
- 986. Guido Gentile, Sacri Monti
- 987. Lina Bolzoni, Una meravigliosa solitudine. L'arte di leggere nell'Europa moderna
- 988. Owen Hatherley, Trans-Europe Express. Alla ricerca di un continente perduto
- 989. Albert-László Barabási, La formula. Le leggi universali del successo
- 990. Imma Forino, La cucina. Storia culturale di un luogo domestico
- 991. Michel Pastoureau, L'arte araldica nel Medioevo
- 992. Ian A. Baker, Lo yoga tibetano. Principi e pratiche
- 993. Mario Lavagetto, Oltre le usate leggi. Una lettura del Decameron
- 994. Anna Bikont, Il crimine e il silenzio. Jedwabne 1941. Un massacro in cerca di verità
- 995. Jared Diamond, Crisi. Come rinascono le nazioni
- 996. Il mondo islamico. Una storia per oggetti
- 997. Giuseppe Di Napoli, Leonardo. Lo sguardo infinito
- 998. Giorgio Agamben, Studiolo

### 2020
- 999. Louis Godart, Da Minosse a Omero. Genesi della prima civiltà europea
- 1000. Lee Smolin, La rivoluzione incompiuta di Einstein. La ricerca di ciò che c'è al di là dei quanti
- 1001. Tony Godfrey, L'arte contemporanea. Un panorama globale
- 1002. Mark W. Moffett, Lo sciame umano. Una storia naturale delle società
- 1003. Massimo Bucciantini, Addio Lugano bella. Storie di ribelli, anarchici e lombrosiani
- 1004. Ian Stewart, I dadi giocano a Dio? La matematica dell'incertezza
- 1005. Timothy Brook, Il leopardo di Kublai Khan. Una storia mondiale della Cina
- 1006. David Campany, Sulle fotografie
- 1007. Sean Carroll, Qualcosa di nascosto a fondo. Il mondo dei quanti e l'emergere dello spaziotempo
- 1008. James W. P. Campbell-Wyll Price, La biblioteca. Una storia mondiale
- 1009. Paolo Matthiae, I volti del potere. Alle origini del ritratto nell'arte dell'Oriente antico
- 1010. Brian Greene, Fino alla fine del tempo. Mente, materia e ricerca di significato in un universo in evoluzione

### 2021
- 1011. Giorgio Agamben, La follia di Hölderlin. Cronaca di una vita abitante 1806-1843
- 1012. Alessandro Martini-Maurizio Francesconi, La moda della vacanza. Luoghi e storie 1860-1939
- 1013. Imma Ramos, Tantra. Illuminazione e rivoluzione
- 1014. Lorenzo Tomasin, Europa romanza. Sette storie linguistiche
- 1015. Richard Masland, Lo sappiamo quando lo vediamo. Cosa ci dice la neurobiologia della visione su come pensiamo
- 1016. David Lindley, Quale universo? Come la fisica fondamentale ha smarrito la strada
- 1017. Alberto Asor Rosa, L'eroe virile. Saggio su Joseph Conrad
- 1018. Sean Carroll, Sulle origini della vita, del significato e dell'universo. Il quadro d'insieme
- 1019. Giorgio Agamben, Pinocchio. Le avventure di un burattino doppiamente commentate e tre volte illustrate
- 1020. Antony Gormley-Martin Gayford, Plasmare il mondo. La scultura dalla preistoria a oggi
- 1021. Frank Wilczek, I fondamentali. La fisica in dieci parole chiave
- 1022. Ennos Roland, L'età del legno

### 2022
- 1023. Roberto Casati, Oceano
- 1024. Pat Shipman, I nostri più vecchi amici
- 1025. Maurizio Bettini, Roma città aperta
- 1026. Ian Stewart, A cosa serve la matematica?
- 1027. John Reid-Thomas Lovejoy, Sempre verdi. Salvare le grandi foreste per salvare il pianeta
- 1028. Gabriella Piccinni, Operazione Buon Governo
- 1029. Maurice Sartre, La nave di Palmira. Quando i mondi antichi si incontrano
- 1030. Zenon Mezinski, L'albero nella pittura
- 1031. James Hall, Lo studio d'artista. Una storia culturale
- 1032. Philip Prodger, Volti nel tempo. Una storia del ritratto fotografico
- 1033. Julian Barbour, Il punto di Giano. Una nuova teoria del tempo

### 2023
- 1034. David George Haskell, Suoni fragili e selvaggi. Meraviglie acustiche, evoluzione creativa e crisi sensoriale
- 1035. Alexandra Green, Il sudest asiatico
- 1036. Marco Aime, La carovana del sultano
- 1037. Veronica Della Dora, Dove nel buio la luce dimore. La storia del faro
- 1038. David Hockney-Martin Gayford, Travolgente primavera. David Hockney in Normandia
- 1039. Paul Murdin, L'universo. Una nuova biografia
- 1040. Louis Godart, I custodi della memoria. Lo scriba tra Mesopotamia, Egitto ed Egeo
- 1041. Ernst Gombrich, La preferenza per il primitivo
- 1042. Laura Franco, Al di sopra del mondo. Vite di santi stiliti
- 1043. Giorgio Agamben, La mente sgombra. Profanazioni. Nudità. Il fuoco e il racconto
- 1044. Pepe Karmel, Pablo Picasso
- 1045. Andreas Beyer, Il corpo dell'artista. La traccia nascosta della vita nell'arte
- 1046. Ulf Danielsson, Il mondo in sé

### 2024
- 1047. Giorgio Agamben, Il corpo della lingua
- 1048. Arturo Cattaneo, Gianluca Fumagalli, Shakespeare in Hollywood
- 1049. Roberto Esposito,  I volti dell'avversario
- 1050. Eleonora Rai, Peccato criminale
- 1051. Robin Lane Fox, Omero e l'Iliade
- 1052. Martin Gayford, Venezia
- 1053. Paolo Matthiae, La Siria Antica
- 1054. Matthew Shindell (a cura di), La Luna
- 1056. Fabiano Fabbri, La voce del diavolo

### 2025
- 1055. Massimo Riva, Giochi d'ombra
- 1057. Ugo Mulas, La fotografia
- 1058. Max Leonard, Le vie del freddo.
- 1059. Christophe Grainger, Quindici minuti sul ring
- 1060. Stuart Russel, Compatibile con l'uomo
- 1061. Alter Fajnzylberg, Cosa ho visto ad Auschwitz